# Buitinga kihanga
Buitinga kihanga là một loài nhện trong họ Pholcidae. Loài này được phát hiện ở Tanzania.